# بوليط مأكول
بوليط مأكول أو بولتوس أو بوليطس (الاسم العلمي:Boletus edulis) هو نوع الفطريات يتبع جنس البوليط من الفصيلة البوليطية.